# Daniel Specklin
Daniel Specklin est un architecte alsacien né en 1536 et mort le 18 octobre 1589.

## Biographie

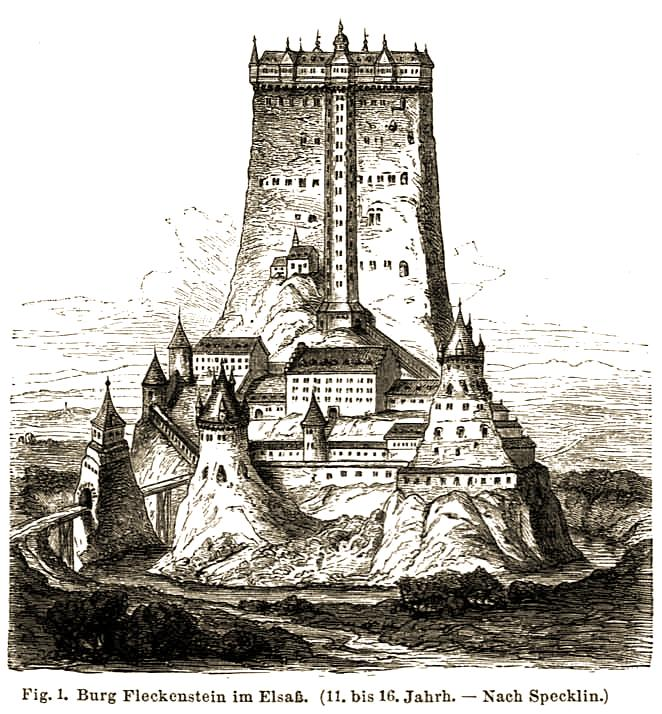
Reconstruction du château du Fleckenstein par Specklin

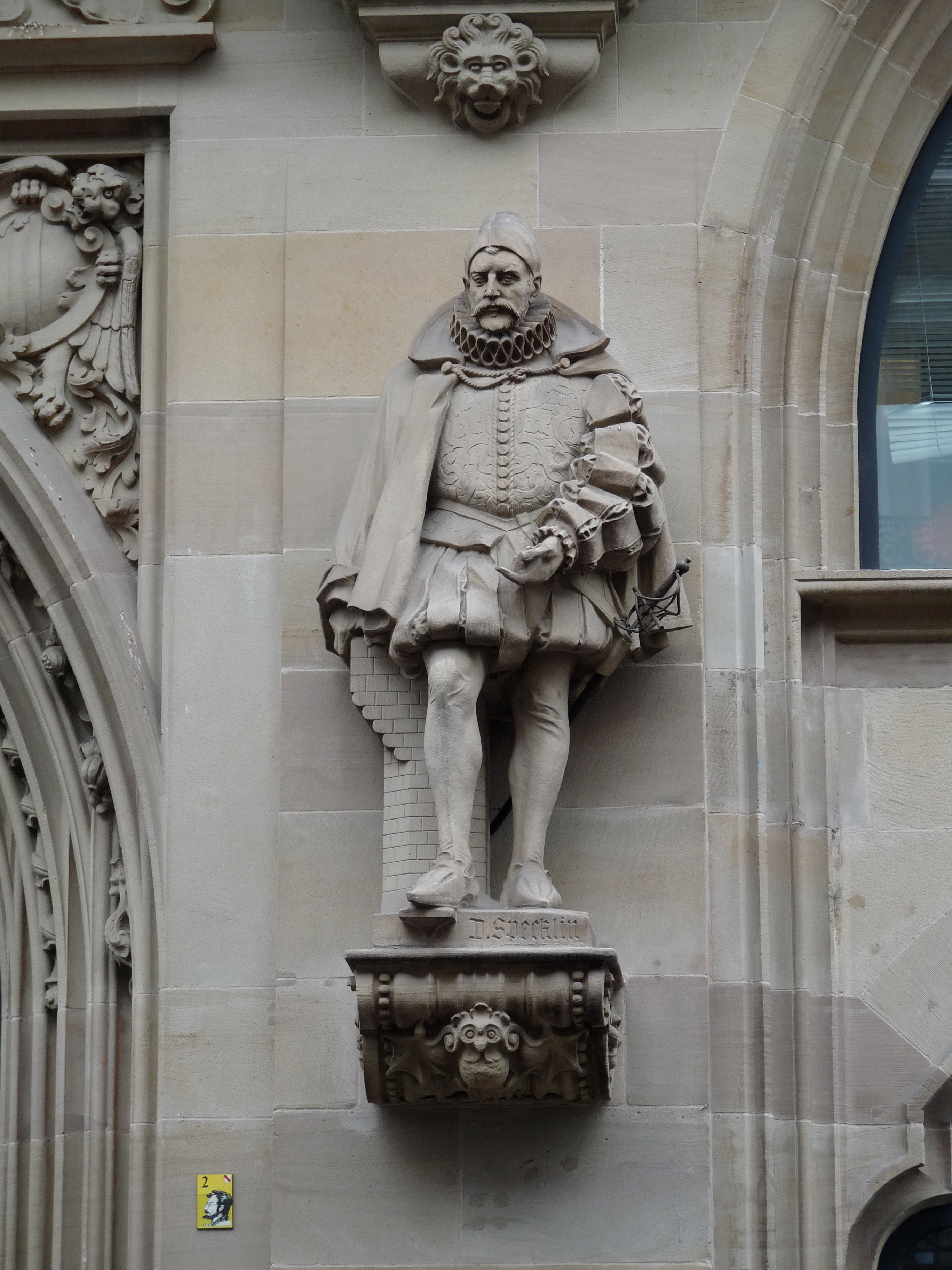
Statue de Daniel Specklin par Alfred Marzolff (Strasbourg, 1902).

Né à Strasbourg (rue de la Mésange), il apprend le métier de brodeur sur soie à travers l’Europe. Grâce à ses talents de dessinateur, il entre à Vienne au service d'un ingénieur de l’empereur Maximilien II, qui lui enseigne l’art de bâtir des forteresses.
De retour à Strasbourg en 1564, il y travaille comme brodeur, mais participe aussi à la réalisation de plans de forteresses et de fortifications. Il est nommé architecte de la ville en 1577.
Il s'occupera notamment du remaniement de la fortification médiévale de Belfort en 1579, d’une partie des défenses de Dachstein et de celles de Strasbourg.
Il est l'auteur de l'ouvrage de base sur les fortifications, Architectura von Vestungen, ainsi que de cartes et de chroniques.

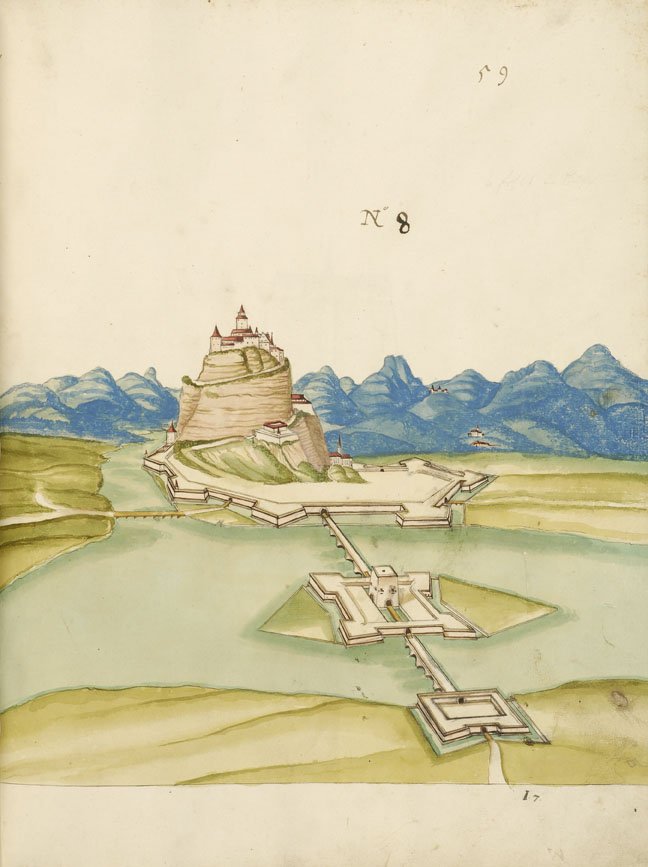
Daniel Specklin, Architectura von Vestungen, p. 59, plume, encre, aquarelle, 1583.
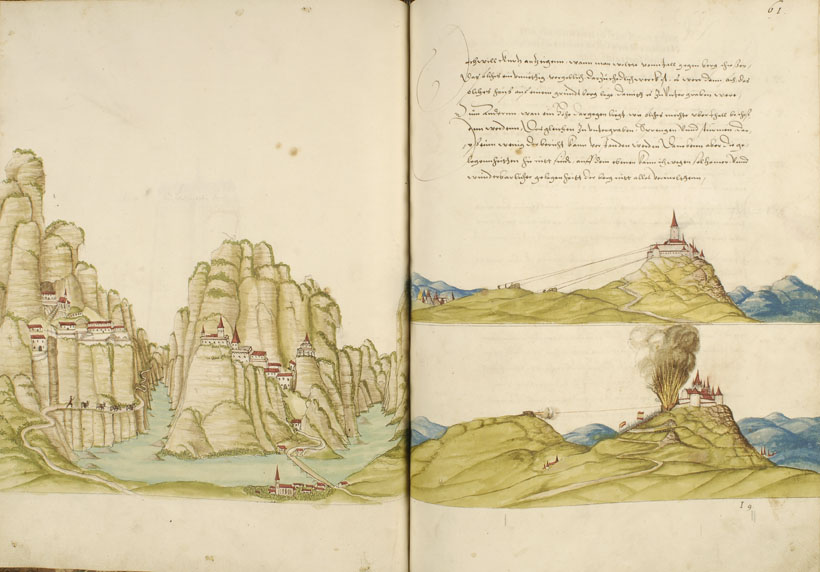
Daniel Specklin, Architectura von Vestungen, p. 61, plume, encre, aquarelle, 1583.
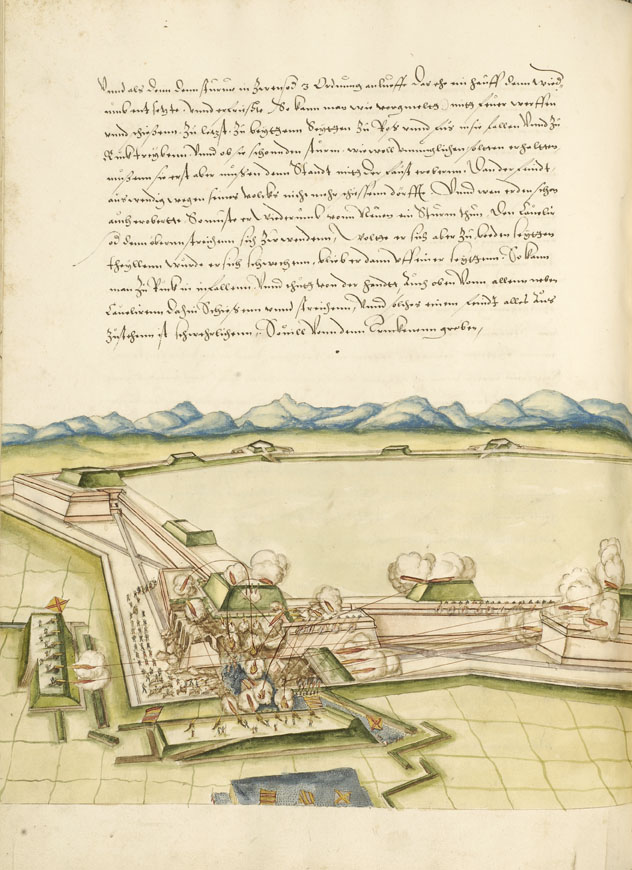
Daniel Specklin, Architectura von Vestungen, p. 72, plume, encre, aquarelle, 1583.

C'est en 1580 que Philippe IV de Hanau-Lichtenberg fait appel à lui pour transformer le château de Lichtenberg en forteresse.